# Aygavan
Aygavan (en arménien Այգավան ) est une communauté rurale du marz d'Ararat en Arménie. En 2008, elle compte 4 422 habitants.